# عاطف حاج طاس
عاطف حاج طاس يخول ولد في مدينة وادي السير وتوفي ودفن فيها 1943/4/14م - 2023/3/20م. و تلقى تعليمه في مدارس وادي السير.عمل لفترة من الوقت في مدينة الكويت ثمم عاد إلى الأردن ليتفرغ لأعماله الخاصة.
وهو باحث في التراث الشركسي و له الكثير من الأبحاث في هذا المجال منشورة في المجلات الشركسية المختلفة.وله اهتمام خاص بالبحث في التراث الشركسي الشفوي . حيث يعمل حاليا على إصدار كتاب كبير متميّز يحمل بين دفتيه الكثير من الأبحاث الخاصة بالتراث الشركسي الشفوي، والتي عمل على جمعها وإعدادها خلال عدة سنوات.
- ساهم في إعداد الكثير من الندوات والمؤتمرات الخاصة بالتاريخ والتراث الشركسي وشارك فيها بنشاط ملحوظ.

ويعتبر من من القلّة النادرة في الأردن الذين يكتبون الشعرو ينظمون القصائد باللغة الشركسية .
- عمل لسنوات طويلة سكرتيرا لمجلة الإخاء التي يصدرها فرع الجمعية الخيرية الشركسية في وادي السير ،أشرف خلالها على إصدارمعظم أعداد هذه المجلة الشركسية المتميزة.
- يعتبر من نشطاء المجتمع الشركسي في الأردن في الميادين الثقافية والاجتماعية .حيث أنه عضو في فرع الجمعية في وادي السير منذ أوائل الستينات .

وسبق له أن انتخب عضوا في مجلس إدارة الجمعية الخيرية الشركسية- المركز لدورة انتخابية سابقة سابقة .وهو عضو دائم في اللجان الثقافية لفرع وادي السير وللجمعية الخيرية الشركسية - المركز في عمان.

## وصلات داخلية
- شركس
- الأردن